# Cliff Compton
Clifford Compton, mais conhecido pelo seu ring name de Domino é um wrestler profissional. Ficou mais conhecido pela sua passagem na WWE, onde atuou no programa SmackDown, onde foi parceiro em tag team de Deuce. Foi demitido da WWE em agosto de 2008.

## Carreira

### Ohio Valley Wrestling
Em janeiro de 2006, Compton assinou contrato com a ohio Valley Wrestling, onde formou tag team com Deuce Shade e eles eram treinados pela (kayfabe) irmã deles, Cherry. Os três entravam com um aspecto dos anos 50.
Como os The Trowbacks, o time conquistou um título de duplas na Ohio Valley Wrestling e outro na Deep South Wrestling. Deuce e Domino se envolveram em uma brutal feud com Cody Rhodes e Sean Spears. O sucesso foi grande que eles foram para a WWE.

### World Wrestling Entertainment
Eles estrearam em 19 de janeiro de 2007 em uma edição do SmackDown, com uma nova gimmick para o time: Deuce 'N Domino ganhando de jobbers.
No No Way Out, Deuce 'N Domino derrotaram os campeões de duplas e conquistaram o título, que viriam a perder dois meses depois para os mesmos.
No Vengeance, eles derrotaram os grandes formadores Sgt. Slaughter e Jimmy Snuka. Foi só agora revelado que Deuce e Snuka eram filho e pai. Durante uma luta contra JTG e Shad, acabou quebrando o nariz e ficou um mês fora. No draft de 2008, Deuce é transferido para a Raw e Domino fica na SmackDown. Em agosto saiu da WWE.

## Finishers
- Vertical suplex piledriver
- Springboard tornado DDT - OVW
- Leg hook brainbuster - OVW

### Ataques secundários
- Double knee lift
- Cobra clutch
- Diving double axe handle

## Títulos e Prêmios

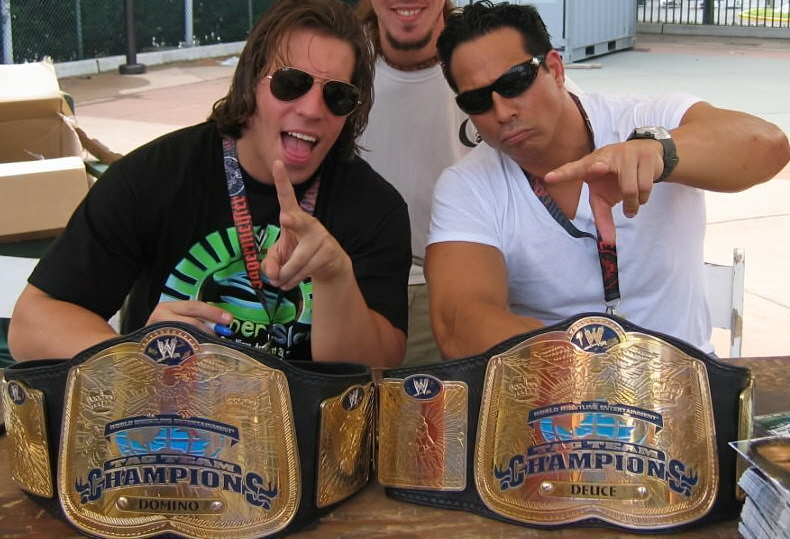
Deuce e Domino enquanto WWE Tag Team Champions

- DSW Tag Team Championship - com Deuce
- OVW Southern Tag Team Cahmpionship - com Deuce
- OTW Delaware Valley Championship
- WWA Heavyweight Championship
- WXW Tag Team Championship - com Jake Bishop
- WWE Tag Team Championship - com Deuce